# Burg Rákóczi

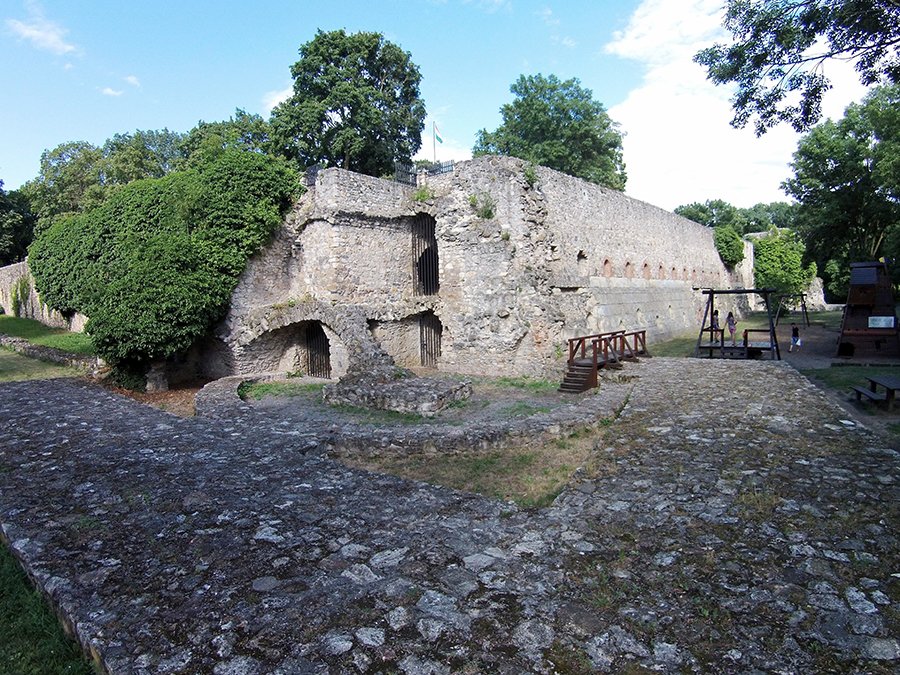
Teil der Burgmauer

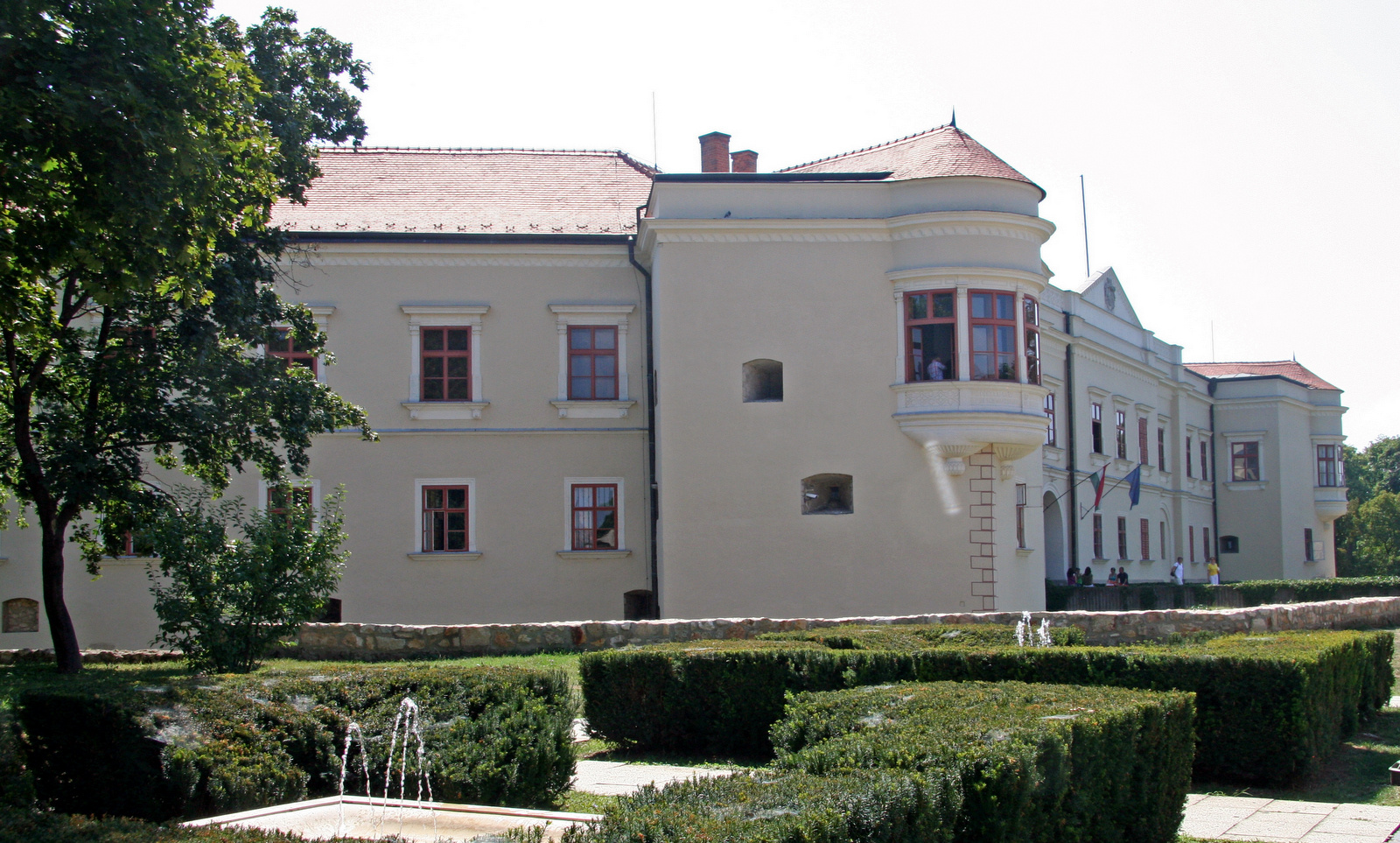
Schlossgebäude

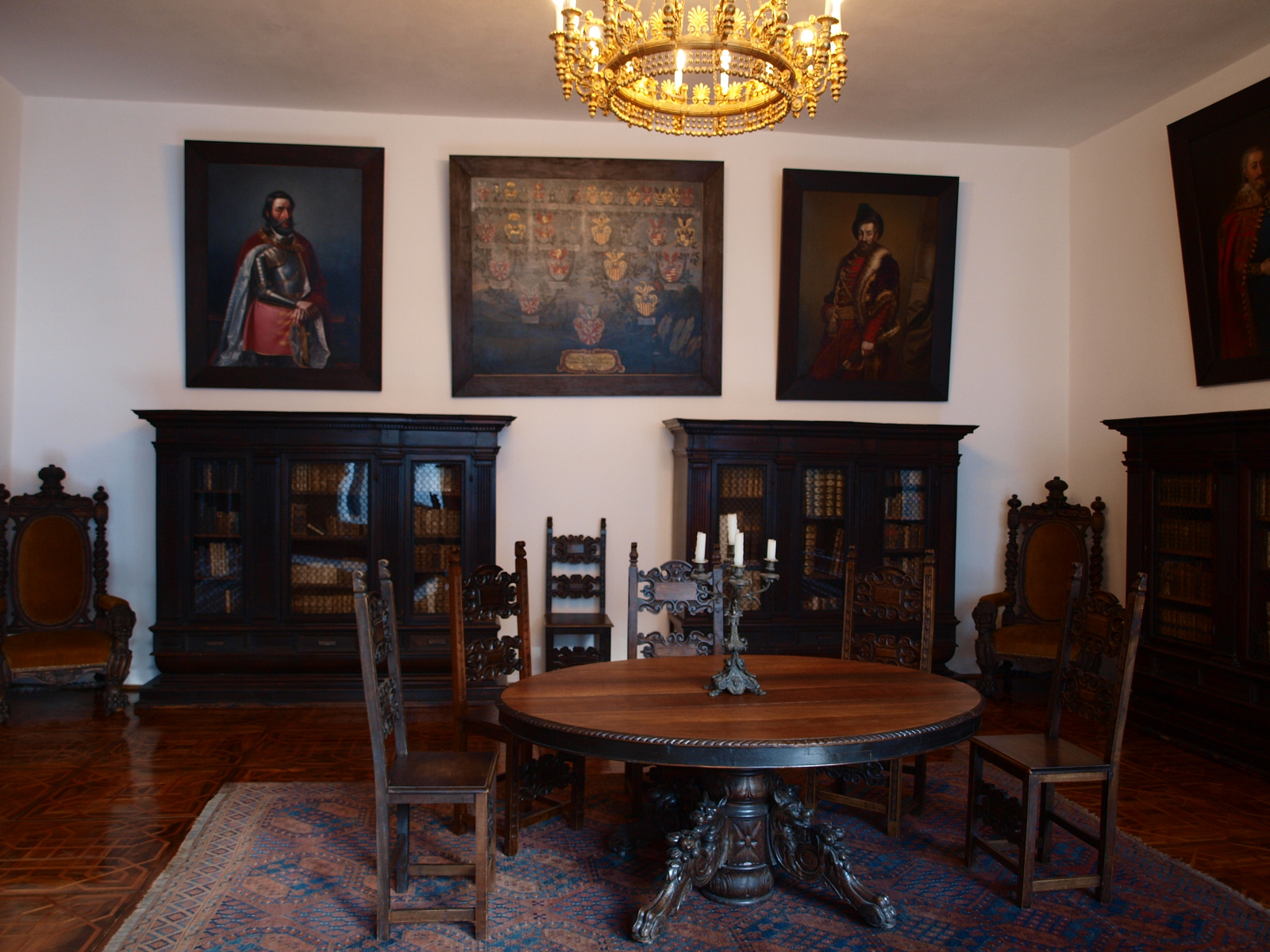
Raum im Schloss

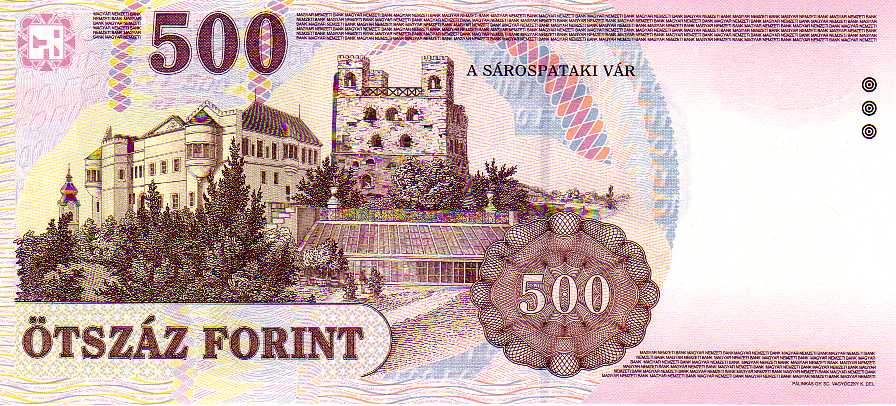
Die Rákóczi-Burg auf einer ungarischen Banknote

Die Burg Rákóczi (ungarisch sárospataki vár oder Rákóczi-vár) in Sárospatak ist eine der bekanntesten Burg- und Schlossanlagen Ungarns. Sie besteht aus einem mächtigen, im Stil der Renaissance umgestalteten Wohnturm und einer vierseitigen Schlossanlage mit Stilelementen des Barock und Rokoko.

## Lage
Die Burg Rákóczi liegt oberhalb des Flusses Bodrog im Südosten von Sárospatak.

## Geschichte
Die aus dem Mittelalter stammende Anlage kam im 16. Jahrhundert in den Besitz der Barone Perényi. Péter Perényi ließ ab 1534 den mächtigen Wohnturm – Roter Turm genannt – samt der Befestigungsanlage errichten. Unter seinem Sohn Gábor, der 1567 ohne Nachkommen verstarb, wurde die Anlage um den heute im östlichen Schlossflügel aufgegangenen Palas erweitert.
Nach Auseinandersetzungen kam Sárospatak samt der Burg 1573 in den Besitz der Familie Dobó, 1606 in den Besitz der Familie Lorántffy. Sie ließ den heute Lorántffy-Loggia genannten Verbindungsbau zwischen Turm und Schloss errichten.
1616 ging die Burg in den Besitz der Familie Rákóczi, der sie nahezu einhundert Jahre als Sitz diente. Georg I. Rákóczi (1593–1648) ließ nach seiner Ernennung zum Fürst von Siebenbürgen im Jahr 1630 die Burg schlossartig ausbauen und repräsentativ ausstatten und um den westlichen, südlichen und nördlichen Schlossflügel erweitern. Nach dem Tod seines Sohnes Georg II. Rákóczi (1621–1660) wurde die Burg als Familienbesitz aufgegeben und geriet dem Verfall anheim.
1803 kam die Herrschaft Sárospatak samt der Burg an Karl August Friedrich Joseph von Bretzenheim als Ausgleich für die an Österreich abgetretene Stadt Lindau. Unter den Bretzenheimern erhielt die Burg Rákóczi im 19. Jahrhundert ihr heutiges Gepräge, die Hauptfassade wurde im neoromanischen Stil umgestaltet, auf den Umwallungen und Festungsgräben ein Landschaftspark im englischen Stil angelegt.
1875 gelangte die Burg in den Besitz der Reichsfürsten zu Windisch-Grätz. Sie veranlassten die Einrichtung einer St.-Elisabeth-Kapelle im Roten Turm zu Ehren der hl. Elisabeth von Thüringen, die möglicherweise auf der Burg geboren wurde.

## St.-Elisabeth-Kirche
Innerhalb der Burgmauern befindet sich auch die St.-Elisabeth-Kirche, eine mächtige spätgotische Hallenkirche aus dem 14. Jahrhundert. Der Barockaltar stammt aus der Karmeliterkirche in Buda.

## Heutige Nutzung
Im Schloss befindet sich heute das Rákóczi-Museum. Die Räume mit ihren Originalausstattungen aus der Renaissance und dem Biedermeier zeigen die Geschichte der Fürstenfamilie Rákóczi sowie der Burg. Im Turm befindet sich ein Erkerzimmer, der sogenannte Rosen-Saal (nach dem rosenförmigen Schlussstein des Gewölbes). In ihm sollen sich 1664 die Anführer der Magnatenverschwörung gegen Kaiser Leopold I. von Habsburg versammelt haben.
Ebenfalls besichtigt werden kann der größte Weinkeller Ungarns auf dem Gelände der äußeren Festung nebst einer Ausstellung zur Geschichte des Weinbaus im Tokajer Weingebiet.